# Lohmannia banksi
Lohmannia banksi är en kvalsterart som beskrevs av Norton, Metz och Sharma 1978. Lohmannia banksi ingår i släktet Lohmannia och familjen Lohmanniidae. Inga underarter finns listade i Catalogue of Life.